# Tjörnarps kursgård

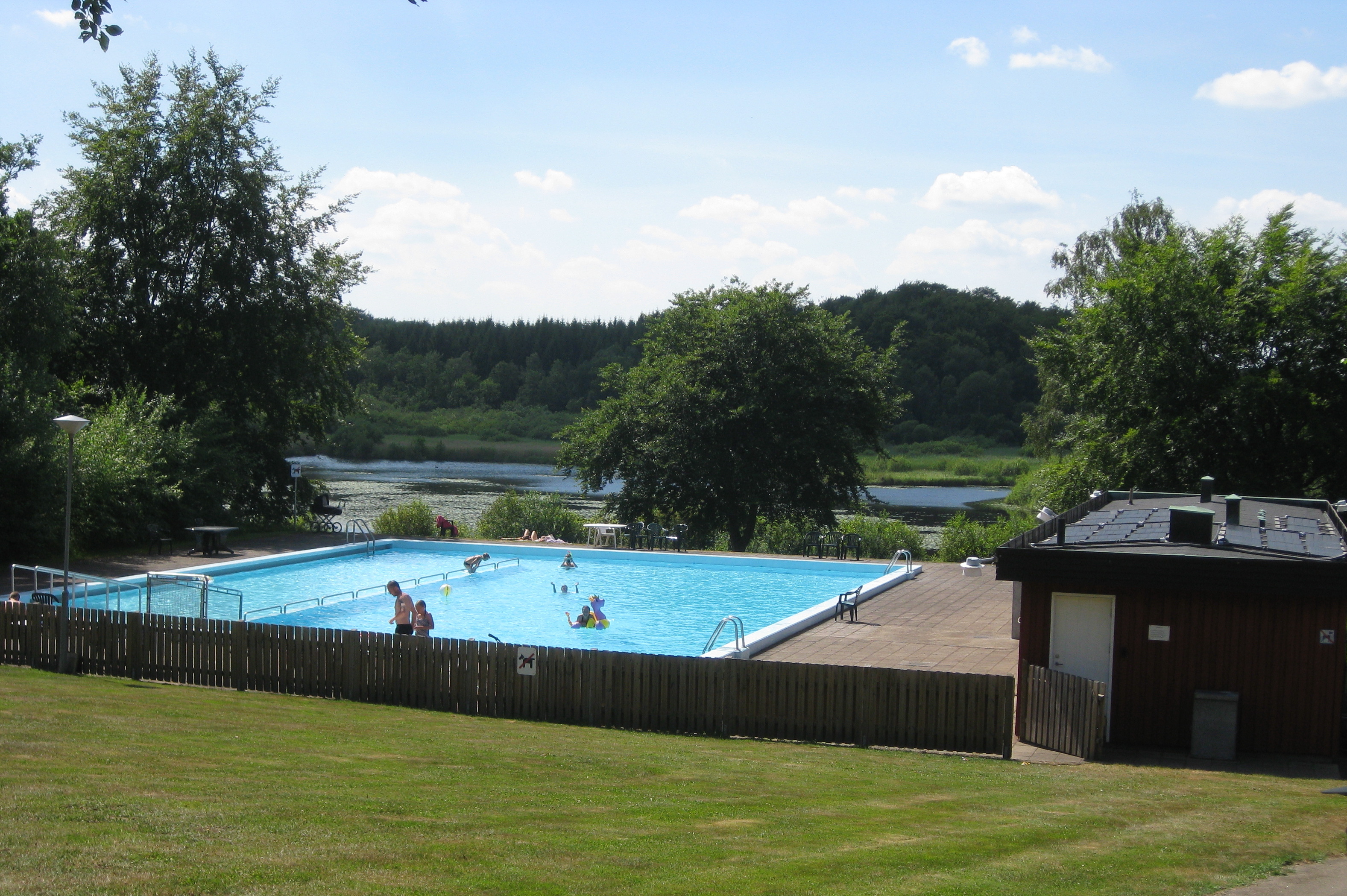
Swimmingpool vid Tjörnarps kursgård med Korsarödssjön i bakgrunden.

Tjörnarps kursgård är en bostadsrättsförening någon kilometer söder om Tjörnarp. Bostadsrättsföreningens namn är Tjörnarp Sjöpark.